# Ronald Hertog
Ronald Kristiaan Hertog (Moordrecht, 13 januari 1989) is een Nederlandse atleet, die zich met name heeft toegelegd op het speerwerpen. Bovendien is hij een uitstekende verspringer. Op dit laatste onderdeel werd hij Nederlands kampioen. 

## Loopbaan
Hertog was eigenlijk een recreatieve korfballer. In 2003 kreeg hij echter een auto-ongeluk, waardoor zijn rechteronderbeen elf centimeter onder de knie moest worden geamputeerd, dankzij een goed bevallen loopclinic nadien, ging Hertog op zoek naar een atletiekvereniging in de buurt. Dat werd Rotterdam Atletiek. Omdat hij voor lopen 'een lastige stomp' had, stapte hij over op werpnummers, waarbij speerwerpen meteen zijn voorkeur had.
Hertog kwam in 2008 uit voor Nederland op de Paralympische Zomerspelen in Peking. Tijdens het Europees kampioenschap in Stadskanaal wist Hertog zich te kwalificeren voor de Paralympische Zomerspelen 2012 in Londen. Daar droeg hij ook de Nederlandse vlag tijdens de openingsceremonie.
Hertog heeft in het MBO een opleiding in de fijnmechanica gevolgd.

## Nederlandse atletiekkampioenschappen
| Onderdeel   | Jaar |
| ----------- | ---- |
| verspringen | 2015 |

## Persoonlijke records
| Discipline  | Prestatie | Datum            | Plaats    | Opmerkingen     |
| ----------- | --------- | ---------------- | --------- | --------------- |
| 100 m       | 12,30 s   | 22 augustus 2010 | Olomouc   |                 |
| verspringen | 7,47 m    | 31 juli 2015     | Amsterdam |                 |
| speerwerpen | 56,76 m   | 29 mei 2011      | Hengelo   | Europees record |

## Uitslagen

### Paralympische Spelen
| Jaar        | Resultaat | Onderdeel   |
| ----------- | --------- | ----------- |
| Londen 2012 | brons     | speerwerpen |
| Rio 2016    | Zilver    | verspringen |

### Wereldkampioenschappen
| Evenement         | Resultaat | Onderdeel   |
| ----------------- | --------- | ----------- |
| Christchurch 2011 | brons     | speerwerpen |

### Europese Kampioenschappen
| Evenement        | Resultaat | Onderdeel   |
| ---------------- | --------- | ----------- |
| Stadskanaal 2012 | zilver    | speerwerpen |